# Podcast Capture
Podcast Capture (Захват Подкаста) — программа, позволяющая «захватывать» подкаст, то есть др. словами позволяющая с лёгкостью получать высококачественные аудио- и видеозаписи с камеры или экрана Mac, а затем отправлять материалы на сервер Podcast Producer для обработки.
Программа «Захват подкаста» является частью системы «Podcast Producer». Программа «Захват подкаста» используется для записи аудио и видео в формате QuickTime, а также для загрузки видеороликов на сервер Podcast Prodecer для кодирования и публикации. Программа также позволяет загрузить несколько файлов, а затем обработать и опубликовать их как единый подкаст.
Программа «Захват подкаста» позволяет записать изображение на экране (например, презентацию Keynote) и звук с локального микрофона, а затем загрузить получившийся фильм QuickTime на сервер Podcast Producer для кодирования и распространения.
Завершив запись материалов, Вы можете ввести название и описание эпизода и выбрать подходящий процесс. Затем Podcast Capture автоматически отправит Ваши материалы на сервер Podcast Producer для обработки. Процессы Podcast Producer автоматизируют публикацию подкаста в блогах, iTunes, iTunes U и Final Cut Server. Процессы также могут создавать оптимизированные версии подкаста, предназначенные для просмотра на таких устройствах, как Mac, PC, iPod, iPhone или Apple TV.
Программа «Захват подкаста» была анонсирована в операционной системе Apple Mac OS X 10.5 и получила своё развитие в Mac OS X 10.6.